# Capim tussok

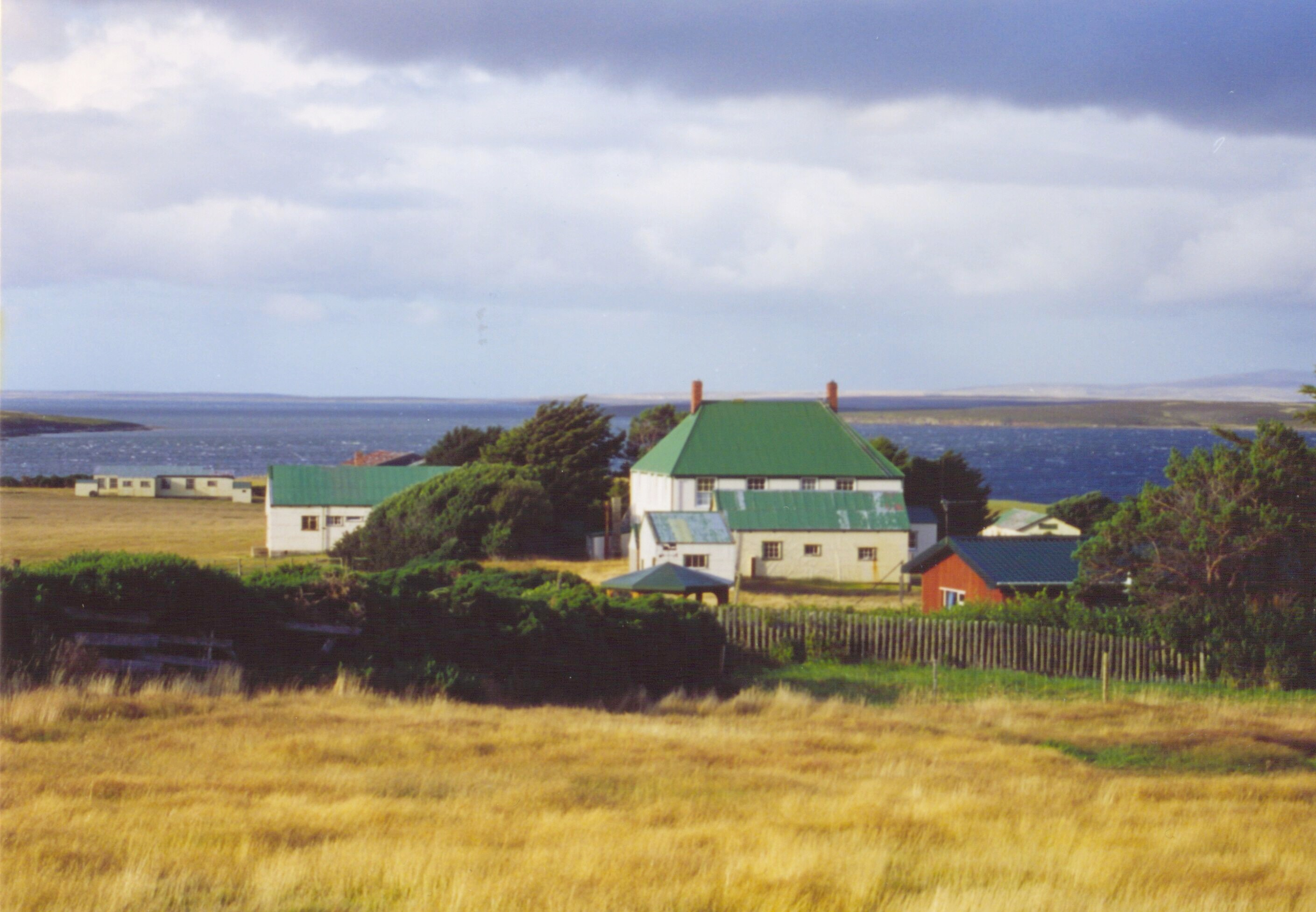
Capim tussock nas Ilhas Falklands.

Capim tussok é um tipo de capim que cresce em touceiras, em vez de formar uma camada ou esteira. Como plantas perenes, vivem mais de uma estação. Muitas espécies possuem raízes longas que podem penetrar no solo dois metros ou mais; touceiras com raízes mais longas podem encontrar água enquanto outras plantas fenecem em épocas de estiagem.
O capim tussok ocorre em qualquer habitat onde gramíneas sejam encontradas, incluindo desertos, pântanos, savanas, florestas e tundra.